# Secretul de la Chimneys
Secretul de la Chimneys este un roman polițist scris de scriitoarea britanică Agatha Christie în anul 1925.